# Epicharis elegans
Epicharis elegans är en biart som beskrevs av Smith 1861. Epicharis elegans ingår i släktet Epicharis och familjen långtungebin. Inga underarter finns listade i Catalogue of Life.